# Zhu Guanghu
Zhu Guanghu (chiń. upr. 朱广沪; chiń. trad. 朱廣滬; pinyin Zhū Guǎnghù; ur. 25 września 1949 w Szanghaju) – chiński trener piłkarski. W latach 2005–2007 selekcjoner reprezentacji Chin.